# 7sGood
7sGood(セブンスグッド)とは香港の企業HHO Limitedが運営するショッピングアプリである。

## 概要
最大の特徴はほぼ全ての商品に7秒の紹介動画があり、ショート動画サービスTikTokを見る感覚でショッピングができることである。また、それを見ることでポイントがもらえることである。ポイントは1ポイント1円で買い物に使える。